# Ялакас, Пеэтер Михкелевич
Пеэтер Михкелевич Ялакас (эст. Peeter Jalakas, род. 5 января 1961 года в Таллине) — эстонский театральный деятель, режиссёр, директор, продюсер, драматург. Ресторатор.

## Биография
В 1987 году окончил Таллинский педагогический институт. Член КПСС.
В 1987 году создал первую в Эстонской ССР независимую (негосударственную) театральную труппу: VAT Theatre (существует несколько объяснений аббревиатуры VAT, например, на эстонском языке это: Маленький, но хороший (эст. Väike Aga Tubli), Очень Академический Таллинский театр, Волли, Ааре и другие, Непризнанные со знаками большого почёта, Очень прекрасный театр).
С 1988 по 1990 год учился и работал в Дании и Германии.
В 1989 году основал театральную группу Ruto Killakund. Он также является основателем театрального фестиваля Балтоскандал.
Занимался политикой: 2-9 апреля 1989 года во втором туре выборов был избиран народным депутатом СССР (1989—1991) от Кингисеппского национально-территориального округа № 466 Эстонской ССР.
В 1992 году основал Театр фон Краля, руководил театром до 2015 года. Служил в театре Раквере (1994—1996). В мае 2007 года подписал соглашение о сотрудничестве с культурной академией Вильянди и театральной лабораторией, в качестве режиссёра Театра фон Краля, согласно которому театр начал курировать подготовку актёров и режиссёров в Вильянди.
Был членом Партии реформ Эстонии до 2006 года, одним из основателей Эстонской партии зелёных и одним из её представителей в 2006/2007 году, членом правления и первым представителем с 2009 года. После 28-29 мая 2010 года Генеральная ассамблея Партии зеленых Эстонии объявила о решении выйти из партии.
Ялакас открыл несколько ресторанов в Таллине. В настоящее время в основном связан с ресторанами F-Building, Garden and Grabmother, Vegan Restaurant V и Von Krahl Bar. Он также является основателем и акционером Eco-Warehouse, магазина, который реализует экопродукты.
В 2015 году был награждён Орденом Белой звезды IV класса, лауреат Национальной премии Эстонии в области культуры (1996) и ряда премий Эстонии в области культуры.
С 2023 года преподаёт в Тартуском университете, профессор гуманитарных наук.